# Lijnbaansgracht 247
Lijnbaansgracht 247 is een gebouw in Amsterdam-Centrum.

## Huidige situatie
Het kantoor/woonhuis is gelegen aan de Lijnbaansgracht even ten zuiden van het Kleine-Gartmanplantsoen. Het huis kijkt uit op de achtergevel van het Barlaeus Gymnasium. Het gebouw is ingeschreven in het monumentenregister als zijnde een vroeg-18e-eeuws pand met halsgevel, deur in Lodewijk XVI-stijl met snijraam. Het gebouw bestaat uit een souterrain, beletage (met trap parallel aan woning), een etage met hoog plafond, een etage met laag plafond en een berging achter een luik in de halsgevel met hijsbalk. De halsgevel is versierd met klauwstukken. Het gebouw valt in twee delen uiteen. Souterrain en begane grond zijn niet symmetrisch, de boven etages wel. Het meest opvallende aan het donkergekleurde gebouw is dat het "maar" half zo hoog is als haar belending op Lijnbaansgracht 246.

## Renovatie
Het gebouw kreeg begin jaren zestig een renovatie, niet geheel onlogisch, architect IJsbrand Kok voerde hier toen zijn bureau. Het gebouw werd daarbij teruggerestaureerd. Getuige foto’s van het gebouw voor de restauratie was het pand toen enigszins verzakt, had het een deurtrap loodrecht op de voorgevel. Het had toen twee toegangsdeuren waarvan een met onbewerkt bovenlicht, de ander met snijraam in een ander model. 
Het gebouw is als rijksmonument geregistreerd per 14 juli 1970 (de vermoedelijke datum van invoer), dus na de renovatie.

## Ander gebouw
De School voor Maatschappelijk Werk was van 1905 tot 1913 gevestigd in een gebouw Lijnbaansgracht 247. Dat stond tussen het Leidseplein en het City Theater aan het water. In 1913/1914 werd dit stuk Lijnbaansgracht gedempt en kreeg het een nieuwe naam Kleine-Gartmanplantsoen. De huisnummering van de Lijnbaansgracht schoof toen op. Het oude Lijnbaansgracht 247 werd omgenummerd tot vermoedelijk Klein-Gartmanplantsoen 5.